# Myxozoa
Myxozoa (лат.) — класс или подтип паразитических беспозвоночных из типа стрекающих (Cnidaria). В качестве промежуточных хозяев выступают позвоночные (морские и пресноводные рыбы, амфибии, птицы и млекопитающие), а конечных – беспозвоночные (в основном, кольчатые черви, малощетинковые черви, мшанки (например, вид Buddenbrockia plumatellae на классе Phylactolaemata). Прямая передача от рыбы к рыбе зафиксирована только у 1 вида. Известно около 2200 видов (ранее насчитывали 1200), но полностью изучены жизненные циклы лишь 100.
Многие виды паразитируют в промысловых рыбах и могут наносить серьёзный урон хозяйству.

## Строение и образ жизни

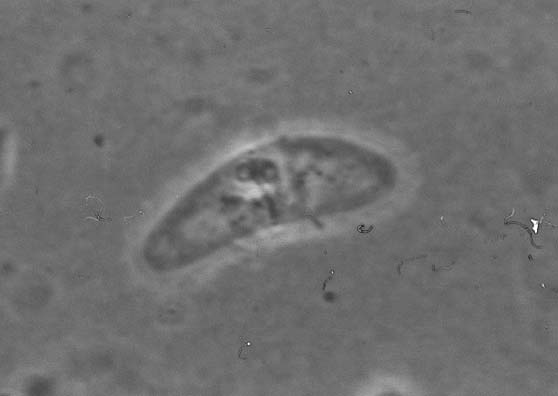
Alataspora solomoni, паразит жёлчного пузыря обыкновенной ставриды

Паразитические (вегетативные) стадии имеют форму плазмодия и локализуются в полостях и тканях хозяина. Они обладают способностью к бесполому размножению в форме наружного и внутреннего почкования. Перед началом образования спор в плазмодиях путём внутреннего деления образуются отдельные клетки, которые группируются в пары, после чего одна клетка фагоцитирует другую. Наружная клетка (перицит) деградирует, а внутренняя (спорогенная) претерпевает два последовательных деления, давая начало вальвогенным и капсулогенным клеткам и двум одноядерным споробластам (или одному двуядерному). Вальвогенные клетки образуют стенки споры, а из пары капсулогенных образуются полярные капсулы, сходные со стрекательными капсулами стрекающих и, по-видимому, гомологичные им. Размеры спор Myxozoa находятся в пределах 10—20 мкм.
Наличие полярных капсул — наиболее характерная черта Myxozoa. Полярные капсулы имеются не только у спор, но и у некоторых соматических клеток. Каждая полярная капсула содержит закрученный выворачивающийся полярный филамент, который при контакте с подходящим хозяином выворачивается и заякоривает спору, позволяя паразиту покинуть створки споры и проникнуть в тело хозяина.

## Систематика
Первоначально Myxozoa рассматривались в составе протистов и наряду с другими неподвижными формами включались в состав Sporozoa. После анализа генов 18S рРНК они были помещены в группу Metazoa. Положение внутри Metazoa более спорно: в 2015 году – сестринская группа по отношению к Polypodium hydriforme, а вместе – как клада, сестринская Medusozoa. Хотя анализ 18S рДНК указывает на принадлежность Myxozoa к группе Cnidaria (стрекающие), данные по другим рДНК, а также генам Hox двух видов сближают их с Bilateria (двусторонне-симметричные). Открытие представителя Myxozoa Buddenbrockia plumatellae, червеподобного паразита мшанок 2 мм длиной, поначалу подтвердило отнесение Myxozoa к двусторонне-симметричным, поскольку строение его тела на первый взгляд было двусторонне-симметричным. Однако дальнейшее изучение показало, что тело Buddenbrockia plumatellae имеет не одну, а две плоскости симметрии. Кроме того, оказалось, что при вышеупомянутом анализе Hox-генов пробы были загрязнены ДНК хозяев паразитов. Более тщательный анализ 50 генов Buddenbrockia показал близость Myxozoa к стрекающим, причём их ближайшими родственниками являются Medusozoa. Долгое время сходство нематоцист стрекающих и полярных капсул Myxozoa считалось результатом конвергентной эволюции.
Таким образом, в настоящее время Myxozoa рассматриваются как высокоспециализированные стрекающие, которые из свободноплавающих животных превратились в облигатных паразитов, состоящих из небольшого числа клеток. С превращением в микроскопических паразитов Myxozoa они утратили многие гены, ответственные за развитие сложного многоклеточного организма и межклеточную коммуникацию. Геномы Myxozoa — одни из мельчайших известных геномов животных и пример мозаичной эволюции паразитов. Так, Henneguya утратила гены связанные с аэробным дыханием и репликацией митохондрий.
По данным WoRMS, в составе класса Myxozoa выделяют два подкласса: малакоспорей (Malacosporea) и миксоспоридий (Myxosporea). Если рассматривать Myxozoa в ранге подтипа и выше, то соответствующие таксоны имеют статус классов.